# UM 항공
UM 항공(영어: UM Airlines)는 우크라이나의 항공사로 본사는 우크라이나 키예프 위치해 있으며 1998년에 설립했다. 또한 사용하고 있는 허브 공항으로 보리스필 국제공항이 있다.

## 역사
항공사는 1998년에 설립해 2000년 6월 운항하기 시작했다. 2003년 기준으로 항공사는 500명의 직원과 210,000명의 승객을 수송했다. 2007년 우크라이나 항공 관리 때문에 안전 우려를 이유로 항공 면허 갱신을 거부했다. 같은 해 9월 유럽 위원회는 운영 서비스에서 안전상의 이유로 EU 역내 취항 금지 항공 회사 목록 리스트에 들어가면서 유럽 취항을 전면 금지시켰다. 2009년 11월 항공사는 맥도넬더글러스 MD-83 기종을 도입하면서 EU 역내 취항 금지 항공 회사 목록에서 해제되었다.

## 운항 노선
- 2017년 12월 기준으로 UM 항공은 다음과 같이 운항하고 있다.

## 보유 기종
- 2016년 10월 기준으로 UM 항공은 다음과 같이 보유하고 있다.

### 퇴역 기종
- 1 에어버스 A320-200[7]
- 안토노프 An-24RV[8]
- 브리티시 에어로스페이스 아브로 RJ85[7]
- 브리티시 에어로스페이스 아브로 RJ100[7]
- 브리티시 에어로스페이스 BAe 146-300[7]
- 보잉 737-300[7]
- 1 보잉 737-500[7]
- 맥도널 더글러스 DC-9-50[7]
- 맥도널 더글러스 MD-82[7]
- 맥도널 더글러스 MD-83[7]
- 투폴레프 Tu-134A[9]
- 투폴레프 Tu-154B2[10]
- 야코블레프 Yak-42D[11]